# Yohan Boli
Yohan Alexandre Mady Boli (ur. 17 listopada 1993 w Arras) – iworyjski piłkarz grający na pozycji napastnika. Od 2020 jest zawodnikiem klubu Ar-Rajjan SC. Jest synem Rogera Boli, byłego piłkarza oraz bratankiem Basile Boli, także piłkarza i byłego reprezentanta Francji. Jego bracia Kévin i Charles też są piłkarzami.

## Kariera klubowa
Swoją piłkarską karierę Boli rozpoczął w klubie CS Avion i grał w nim w latach 2010-2011. W latach 2012–2013 był zawodnikiem rezerw CS Sedan. W 2013 roku przeszedł do belgijskiego drugoligowca, KSV Roeselare. Swój debiut w nim zaliczył 30 sierpnia 2013 w zremisowanym 3:3 domowym meczu z AFC Tubize. Grał w nim przez rok.
W lipcu 2014 Boli przeszedł do RCS Verviétois. Zadebiutował w nim 5 października 2014 w zremisowanym 3:3 domowym spotkaniu z KVK Tienen. W debiucie strzelił dwa gole. W RCS Verviétois spędził rok.
Latem 2015 Boli został zawodnikiem pierwszoligowego Sint-Truidense VV. Swój debiut w nim zanotował 24 lipca 2015 w zwycięskim 2:1 domowym meczu z Club Brugge. W Sint-Truidense występował do końca 2019 roku.
W styczniu 2020 Boli przeszedł za 3 miliony euro do katarskiego Ar-Rajjan SC. Swój debiut w nim zaliczył 1 lutego 2020 w wygranym 1:0 domowym meczu z Al-Duhail SC i w debiucie strzelił gola. W sezonie 2019/2020 wywalczył z Ar-Rajjan wicemistrzostwo Kataru.
| Sezon   | Klub              | Kraj    | Rozgrywki       | Mecze | Gole |
| ------- | ----------------- | ------- | --------------- | ----- | ---- |
| 2010/11 | CS Avion          | Francja | CFA             | 1     | 0    |
| 2011/12 | CS Avion          | Francja | CFA             | ?     | ?    |
| 2011/12 | CS Sedan B        | Francja | CFA 2           | ?     | ?    |
| 2012/13 | CS Sedan B        | Francja | CFA 2           | 24    | 9    |
| 2013/14 | KSV Roeselare     | Belgia  | Tweede klasse   | 21    | 3    |
| 2014/15 | RCS Verviétois    | Belgia  | Tweede klasse   | 21    | 23   |
| 2015/16 | Sint-Truidense VV | Belgia  | Eerste klasse   | 16    | 5    |
| 2016/17 | Sint-Truidense VV | Belgia  | Eerste klasse A | 24    | 6    |
| 2017/18 | Sint-Truidense VV | Belgia  | Eerste klasse A | 29    | 6    |
| 2018/19 | Sint-Truidense VV | Belgia  | Eerste klasse A | 34    | 12   |
| 2019/20 | Sint-Truidense VV | Belgia  | Eerste klasse A | 17    | 10   |
| 2019/20 | Ar-Rajjan SC      | Katar   | Q-League        | 7     | 4    |
| 2020/21 | Ar-Rajjan SC      | Katar   | Q-League        | 22    | 11   |

## Kariera reprezentacyjna
W reprezentacji Wybrzeża Kości Słoniowej Boli zadebiutował 2 września 2017 w wygranym 3:0 meczu eliminacji do MŚ 2018 z Gabonem, rozegranym w Libreville. W 2022 roku został powołany do kadry na Puchar Narodów Afryki 2021. Na tym turnieju nie rozegrał jednak żadnego meczu.